# IC 5227
IC 5227 је спирална галаксија у сазвјежђу Тукан која се налази на листи објеката дубоког неба у Индекс каталогу.
Деклинација објекта је - 64° 41' 52" а ректасцензија 22h 34m 3,6s. Привидна величина (магнитуда) објекта IC 5227 износи 13,2 а фотографска магнитуда 14,0. IC 5227 је још познат и под ознакама ESO 109-8, AM 2230-645, IRAS 22306-6457, PGC 69170.